# PG 1159-035
PG 1159-035 är en ensam stjärna i mellersta delen av stjärnbilden Jungfrun. Den är också känd under variabelbeteckningen GW Virginis och är prototypstjärna för GW Virginis-variablerna. Den har en skenbar magnitud av ca 14,9 och varierar i amplitud med 0,03 magnituder utan någon fastställd periodicitet. Den kräver ett kraftfullt teleskop för att kunna observeras. Baserat på parallax enligt Gaia Data Release 2 på ca 1,8 mas, beräknas den befinna sig på ett avstånd på ca 1 800 ljusår (ca 550 parsek) från solen.

## Egenskaper
PG 1159-035 är en vit till blå stjärna av spektralklass DOQZ1 C. Den har en massa som är ca 0,63 solmassa, en radie som är ca 0,025 solradie och har ca 200 gånger solens utstrålning av energi från dess fotosfär vid en effektiv temperatur av ca 136 000 K.
PG 1159-053 är prototypstjärnan efter vilken klassen av PG 1159-stjärnor namngivs. Den upptäcktes i Palomar-Green-undersökningen av stjärnobjekt med överskott av ultraviolett strålning och är, liksom de andra PG 1159-stjärnorna, i övergång mellan att vara den centrala stjärnan i en planetarisk nebulosa och att vara en vit dvärg. GW Virginis-variablerna bildar en undergrupp som har spektraltypen DO med absorptionslinjer av helium, kol och syre. Detta är heta stjärnor som är på väg att bli vita dvärgar.

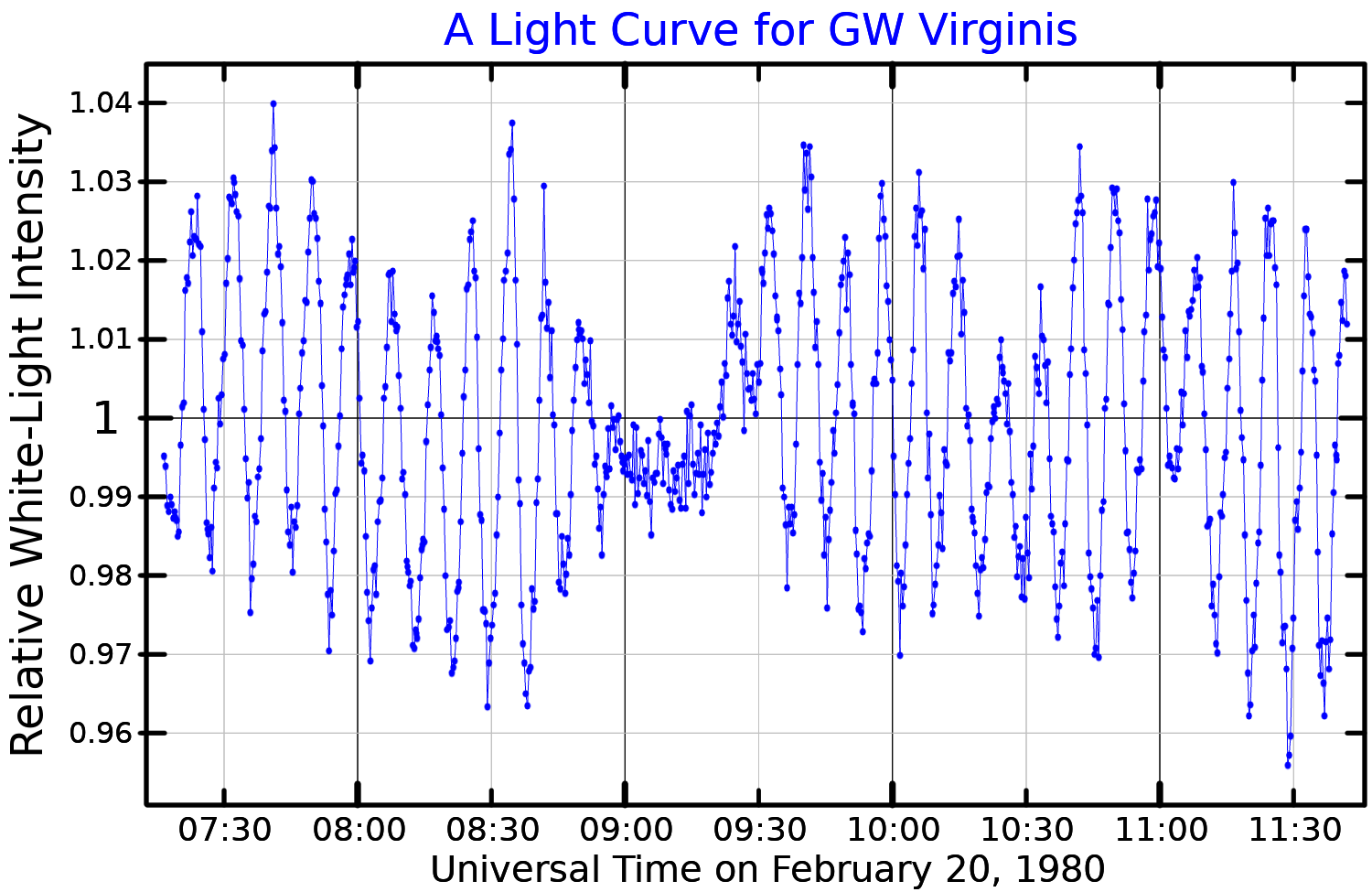
Ljuskurva för GW Virginis, plottad från Winget et al. (1985)

Ljusstyrkan hos PG 1159-035 observerades 1979 variera och den fick 1985 variabelbeteckningen GW Virginis. Variabla PG 1159-stjärnorkan kallas GW Virginis-stjärnor, men klassen kan delas upp i DOV- och PNNV-stjärnor. Variationen hos PG 1139-035, liksom hos andra GW Virginis-stjärnor, härrör från ickeradiella, interna gravitationsvågpulsationer. Dess ljuskurva har observerats intensivt av det globala teleskopnätverket under en 264-timmarsperiod i mars 1989, och över 100 av dess vibrationslägen har hittats i det resulterande vibrationsspektrumet, med perioder från 300 till 1 000 sekunder.